# La La Land (film)
La La Land je americké romantické muzikálové komediální drama z roku 2016. Režie a scénáře se ujal Damien Chazelle. Hlavní role hrají Ryan Gosling, Emma Stoneová, John Legend, Rosemarie DeWitt a J. K. Simmons. Film vypráví příběh muzikanta a začínající herečky, kteří se potkají a zamilují v Los Angeles. Jde o třetí film, ve kterém hrají Stone a Gosling zamilovaný pár – po snímcích Bláznivá, zatracená láska a Gangster Squad – Lovci mafie.
Film měl premiéru na Benátském filmovém festivalu 31. srpna 2016 a do kin byl oficiálně uveden 9. prosince 2016. Na předávání cen Zlatý glóbus získal film sedm nominací, přičemž všechny proměnil, a tím vytvořil historický rekord . Film si též úspěšně vedl při nominacích na Oscara, kdy byl nominován celkem ve čtrnácti kategoriích, stejně jako v minulosti snímky Titanic a Vše o Evě .

## Obsazení
| Ryan Gosling      | Sebastian Wilder |
| Emma Stoneová     | Mia Dolan        |
| John Legend       | Keith            |
| Rosemarie DeWitt  | Laura Wilder     |
| J. K. Simmons     | Bill             |
| Finn Wittrock     | Greg             |
| Tom Everett Scott | David            |
| Meagen Fay        | matka Miy        |
| Damon Gupton      | Harry            |
| Jason Fuchs       | Carlo            |
| Jessica Rothe     | Alexis           |
| Sonoya Mizuno     | Caitlin          |
| Callie Hernandez  | Tracy            |
| Josh Pence        | Josh             |
| Anna Chazelle     | Sarah            |

## Produkce
Damien Chazelle má velkou zálibu v muzikálových filmech, jelikož on sám je bubeník. Scénář napsal v roce 2010, během období svého života, kdy se zdálo, že filmový průmysl je pro něj mimo dosah. Filmem chtěl vzdát poctu lidem, kteří se stěhují do Los Angeles kvůli splnění svých snů. Na projekt přišel, když studoval Harvardovu univerzitu se spolužákem Justinem Hurwitzem. Ti dva prozkoumali koncert v jejich práci o nízkorozpočtovém muzikálu o Bostonském jazzovém muzikantovi nazvaném Guy and Madeline on a Park Bench. Chazelle byl oslněn filmy jako Manhatta (1921) nebo Muž s kinoaparátem (1929), které vzdávaly hold jinými metropolemi. Poté, co získal titul se přestěhoval v roce 2010 do Los Angeles, pokračoval v psaní scénáři, kde udělal pár změn, včetně umístění do Los Angeles namísto Bostonu. Po úspěchu s jeho filmem Whiplash se o jeho scénář začaly zajímat studia Summit Entertainment a Black Label Media, která souhlasila, že projekt zainvestují. Zpočátku si měli hlavní role zahrát Miles Teller a Emma Watsonová. Nicméně oba dva od projektu odešli. Choreografii k filmu vytvořila Mandy Moore a zkoušky probíhaly v Atwater Village od května 2015. Gosling trénoval piáno v jedné místnosti, Stone pracovala s Moore na choreografii v druhé a kostýmní designérka Mary Zophres měla svůj vlastní růžek v komplexu. Každý pátek Chazelle pouštěl své crew a obsazení klasické filmy, aby je inspiroval, včetně The Umbrellas of Cherbourg, Singin' in the Rain, Páni v cylindrech a Hříšné noci. Natáčení začalo 10. srpna 2015 a natáčelo se na více než 60 místech v Los Angeles. Natáčelo se 42 dní a konec byl v polovině září. Chazelle strávit skoro rok střihem filmu s Tomem Crossem, dvojice se soustředila, aby hlavně zachytili ten správný tón, což byl hlavní cíl všech, kteří na filmu pracovali.

## Soundtrack
Skladby a filmová hudba byla složena a řízena Justinem Hurwitzem, spolužákem Chazelleho z Harvardovy univerzity, kteří spolu již pracovali na dvou filmech. Slova k hudbě napsali Pasek and Paul.
| La La Land: Original Motion Picture Soundtrack | La La Land: Original Motion Picture Soundtrack | La La Land: Original Motion Picture Soundtrack |
| Pořadí                                         | Název                                          | Délka                                          |
| ---------------------------------------------- | ---------------------------------------------- | ---------------------------------------------- |
| 1.                                             | Another Day of Sun                             |                                                |
| 2.                                             | Someone in the Crowd                           |                                                |
| 3.                                             | Mia and Sebastian's Theme                      |                                                |
| 4.                                             | A Lovely Night                                 |                                                |
| 5.                                             | Herman's Habit                                 |                                                |
| 6.                                             | City of Stars                                  |                                                |
| 7.                                             | Planetarium                                    |                                                |
| 8.                                             | Summer Montage/Madeline                        |                                                |
| 9.                                             | City of Stars                                  |                                                |
| 10.                                            | Start a Fire                                   |                                                |
| 11.                                            | Engagement Party                               |                                                |
| 12.                                            | Audition (The Fools Who Dream)                 |                                                |
| 13.                                            | Epilogue                                       |                                                |
| 14.                                            | The End                                        |                                                |
| 15.                                            | City of Stars                                  |                                                |

## Vydání
Film měl světovou premiéru na Benátském filmovém festivalu 31. srpna 2016. Také se promítal na Filmovém festival v Tellurie a na Mezinárodním filmovém festivalu v Torontu 12. září 2016. Na Britském filmovém festivalu a na Middleburském filmovém festivalu měl premiéru na konci října 2016. Na Filmovém festivalu ve Virginii měl premiéru na tamní univerzitě 6. listopadu 2016 a na AFI festivalu 15. listopadu 2016.
Do kin měl být uveden 15. července 2016, v březnu však bylo oznámeno, že se film dostane do kin v omezeném vydání 2. prosince 2016 a větší vydání bude 16. prosince. Chazelle přiznal, že změna nastala, protože cítil, že datum vydání nebylo správné pro kontext filmu.